# Protea lepidocarpodendron
Protea lepidocarpodendron là một loài thực vật có hoa trong họ Quắn hoa. Loài này được L. miêu tả khoa học đầu tiên.